# Mehdi Abeid
Mehdi Abeid (Montreuil, 6 de agosto de 1992) es un futbolista argelino que juega de centrocampista en el Al Raed Club de la Liga Profesional Saudí. Es internacional con la selección de fútbol de Argelia.
Con Argelia ganó la Copa África 2019.

## Selección nacional
Abeid es internacional con la selección de fútbol de Argelia desde noviembre de 2014, después de haber representado a Francia como sub-16, sub-17 y sub-18. Su primer gol con la selección lo marcó el 22 de marzo de 2019, en un partido de clasificación para la Copa África 2019, frente a la selección de fútbol de Gambia.
Con la selección disputó la Copa África 2019, logrando el título de la competición.

## Clubes
| Club                         | País                   | Año       |
| ---------------------------- | ---------------------- | --------- |
| R. C. Lens II                | Francia                | 2010-2011 |
| Newcastle United F. C.       | Inglaterra             | 2011-2015 |
| St. Johnstone F. C. (cedido) | Escocia                | 2013      |
| Panathinaikos F. C. (cedido) | Grecia                 | 2013-2014 |
| Panathinaikos F. C.          | Grecia                 | 2015-2016 |
| Dijon F. C. O.               | Francia                | 2016-2019 |
| F. C. Nantes                 | Francia                | 2019-2021 |
| Al-Nasr S. C.                | Emiratos Árabes Unidos | 2021-2022 |
| Khor Fakkan Club             | Emiratos Árabes Unidos | 2022-2023 |
| Estambul Başakşehir F. K.    | Turquía                | 2023-2024 |
| Al Raed Club                 | Arabia Saudita         | 2024-     |

## Palmarés

### Títulos nacionales
| Título         | Club                | País   | Año  |
| -------------- | ------------------- | ------ | ---- |
| Copa de Grecia | Panathinaikos F. C. | Grecia | 2014 |

### Títulos internacionales
| Título      | Club (*) | País   | Año  |
| ----------- | -------- | ------ | ---- |
| Copa África | Argelia  | Egipto | 2019 |

(*) Incluyendo la selección.